# تابلو (خواننده)
دنیل آرماند لی (انگلیسی: Daniel Armand Lee؛ زادهٔ ۲۲ ژوئیه ۱۹۸۰) با نام کره‌ای لی سون وونگ (کره‌ای: 이선웅) که بیشتر با نام هنری تابلو (انگلیسی: Tablo; کره‌ای: 타블로) شناخته می‌شود، هنرمند موسیقی هیپ هاپ، رپر، ترانه‌سرا، آهنگساز و تهیه‌کننده موسیقی کره‌ای-کانادایی است. تابلو به عنوان لیدر گروه اپیک های شناخته می‌شود.